# Лепавина (Соколовац)
Лепавина је насељено место у саставу општине Соколовац у Копривничко-крижевачкој жупанији, Хрватска. До територијалне реорганизације у Хрватској налазила се у саставу старе општине Копривница.

## Прошлост
Лепавина је насељена 1793. године. Политичка власт се 1905. године налазила у селу Соколовцу. Лепавина тада има 1100 домова од којих су 286 српски, а од укупног броја становника - 5607, њих 1387 (или 25%) су православни Срби. Од јавних здања ту је само комунална школа и брзојав; у Соколовцу је пошта.
Године 1894. калуђер Тихон Џебић игуман манастира Лепавине саставио је кратки извештај о парохији села Лепавине. Манастирско братство опслужује духовне потребе парохијана лепавинских. Крајем 1891. године у селу је било 234 дома, са 1239 православних душа. Комуналну школу у Лепавини је похађало тада 49 ученика. Између 1881. и 1890. године становништво је увећано за 110 лица.
Почетком 20. века у парохији Лепавини налазе се села: Брањска Велика, Брањска Мала, Ботиновац, Грабићани Мали, Ладислав, Миличани, Поганац Мали, Прњавор, Рушевац, Сесвете, Соколовац, Сријем и Царевдар. Православне матице су заведене 1782. године. Предсдник црквене општине био је 1905. године Тома Страхинић, а перовођа Стеван Барберић. Православци из места похађају манастирску цркву, која је око 1900. године опсежно оправљена. Филијарна црква је у селу Поганцу Малом, посвећена Св. Архиђану Стефану, подигнута 1787. године, а обновљена 1893. године. Парохију опслужује 1905. године калуђер из манастира Лепавине, јеромонах Гедеон Барберић.
Основна школа је комунална и налази се у Соколовцу. У њој ради учитељ Владимир Ивановић, рођ. 1876. године у Нарти.

## Становништво
На попису становништва 2011. године, Лепавина је имала 200 становника.

## Попис 1991.
На попису становништва 1991. године, насељено место Лепавина је имало 274 становника, следећег националног састава:
| Попис 1991.‍  | Попис 1991.‍  | Попис 1991.‍ | Попис 1991.‍ | Попис 1991.‍ |
| ------------ | ------------ | ----------- | ----------- | ----------- |
|              |              |             |             |             |
| Хрвати       | Хрвати       |             | 187         | 68,24%      |
| Срби         | Срби         |             | 49          | 17,88%      |
| Роми         | Роми         |             | 5           | 1,82%       |
| Југословени  | Југословени  |             | 3           | 1,09%       |
| Словенци     | Словенци     |             | 2           | 0,72%       |
| Власи        | Власи        |             | 1           | 0,36%       |
| Муслимани    | Муслимани    |             | 1           | 0,36%       |
| неопредељени | неопредељени |             | 24          | 8,75%       |
| регион. опр. | регион. опр. |             | 1           | 0,36%       |
| непознато    | непознато    |             | 1           | 0,36%       |
| укупно: 274  |              |             |             |             |